# Кабардино-балкарска автономна съветска социалистическа република
Кабардино-балкарската автономна съветска социалистическа република е автономна република в състава на Съветския съюз. Създадена е на 5 декември 1936 г. от Кабардино-балкарската автономна област.
Територията на републиката е 12 500 кв. км, има население 732 000 души. Съотношението градско/селско население е съответно 450 000 към 282 000 души.
Републиката е наградена с 2 ордена „Ленин“ (1934, 1957), орден „Октомврийска революция“ (1971) и орден „Дружба на народите“ (1972). Сега е позната като Република Кабардино-Балкария.

## Население
Националния състав на републиката към 1939 г. е:
- кабардинци – 304 000
- балкарци – 60 000
- руснаци – 234 000 и други